# Majdan Królewski Podlasek
Majdan Królewski Podlasek – przystanek osobowy w Majdanie Królewskim, w województwie podkarpackim, w Polsce. Od 10 grudnia 2017 uruchomiono połączenie Rzeszów Główny – Stalowa Wola Rozwadów – Lublin. Budowa przystanku została zrealizowana ze środków własnych Gminy Majdan Królewski.

## Ruch pasażerski
| Rok  | Wymiana pasażerska na dobę |
| ---- | -------------------------- |
| 2017 | 0-9                        |
| 2022 | 20-49                      |